# Живри (Ардени)
Живри (фр. Givry) насеље је и општина у североисточној Француској у региону Шампањ-Арден, у департману Ардени која припада префектури Вузје.
По подацима из 2011. године у општини је живело 252 становника, а густина насељености је износила 21,12 становника/km². Општина се простире на површини од 11,93 km². Налази се на средњој надморској висини од 80 метара.

## Демографија
| 1962. | 1968. | 1975. | 1982. | 1990. | 1999. | 2011. |
| ----- | ----- | ----- | ----- | ----- | ----- | ----- |
| 184   | 245   | 201   | 199   | 215   | 218   | 252   |

График промене броја становника у току последњих година